# Odontopleuridae
Odontopleuridae es una familia de trilobites odontopleúridos que se encuentran en estratos marinos de todo el mundo. Los odontopleúridos aparecen por primera vez en estratos marinos de edad cámbrica tardía, y los últimos géneros perecen al final de la etapa frasniana durante el Devónico tardío. Los miembros de Odontopleuridae son famosos por su aspecto espinoso, con largas y a menudo numerosas espinas a lo largo de los bordes de sus exoesqueletos, y derivadas de los extremos de los segmentos o de los ornamentos tubulares.

## Géneros
Entre los géneros se incluyen:
- Acanthalomina
- ?Acidaspidella
- ?Acidaspides
- Acidaspis
- Anacaenaspis
- Apianurus
- Archaeopleura
- Boedaspis
- Borkopleura
- Brutonaspis
- Calipernurus
- Ceratocara
- Ceratocephala
- Ceratocephalinus
- Ceratonurus
- Chlustinia
- Dalaspis
- Diacanthaspis
- Dicranurus
- Dudleyaspis
- Edgecombeaspis
- Eoleonaspis
- Exallaspis
- Gaotania
- Globulaspis
- Hispaniaspis
- Isoprusia
- Ivanopleura
- Kettneraspis
- Koneprusia
- Laethoprusia
- Leonaspis
- Meadowtownella
- Miraspis
- Ningnanaspis
- Odontopleura
- Orphanaspis
- Periallaspis
- Primaspis
- Proceratocephala
- Radiaspis
- Rinconaspis
- Selenopeltis
- Selenopeltoides
- Sinespinaspis
- Stelckaspis
- Taemasaspis
- Uriarra
- Whittingtonia